# أوبتي مورفس
أوبتي مورفس (بالصينية: 机甲兽神之爆裂飞车) (بالإنجليزية: Opti Morphs)‏، هو مسلسل رسوم متحركة صيني من إنتاج شركة ألفا عُرض في 14 مارس 2016. تمت دبلجة المُسلسل إلى اللغة العربية عبر مركز الزهرة وعُرض على قناة سبيستون.

## الأصوات العربية
الممثلون
- سمر كوكش
- لمى هاشم
- رأفت بازو
- رشا بيدس
- هبة شالاتي
- كريستين شحود
- طالب الرفاعي
- صابرين الورار
- رغدة الخطيب
- إياس أبو غزالة
- محمد أيتوني
- كامل نجمة
- صفاء رقماني
- بثينة شيا
- أسيمة يوسف
- مروان فرحات
- يحيى الكفري